# Classi di stabilità atmosferica
Le classi di stabilità atmosferica sono un metodo di classificazione della stabilità atmosferica creato da Frank Pasquill nel 1961. Questo metodo è il più vecchio e, per molti anni, il più comunemente usato per suddividere in categorie la turbolenza atmosferica. La turbolenza atmosferica viene suddivisa in sei categorie di stabilità chiamate A, B, C, D, E e F, dove la categoria A è la più instabile e la categoria F identifica la più stabile (o meno turbolenta). 
Di seguito, la tabella 1 elenca i sei codici categoria e la tabella 2 fornisce le circostanze meteorologiche che definiscono ogni codice categoria. Per la dispersione dell'aria che modella le esercitazioni, gli stati di stabilità doppia classifica come A - B, B - C e C - la D può essere considerata come la B, la C e D rispettivamente.
| Classe di stabilità | Definizione           |  | Classe di stabilità | Definizione         |  |
| ------------------- | --------------------- |  | ------------------- | ------------------- |  |
| A                   | molto instabile       |  | D                   | neutrale            |  |
| B                   | instabile             |  | E                   | leggermente stabile |  |
| C                   | leggermente instabile |  | F                   | stabile             |  |

| Velocità del vento in superficie                                                                   | Velocità del vento in superficie | Intensità della radiazione solare | Intensità della radiazione solare | Intensità della radiazione solare | Copertura nuvolosa notturna | Copertura nuvolosa notturna |  |
| -------------------------------------------------------------------------------------------------- | -------------------------------- | --------------------------------- | --------------------------------- | --------------------------------- | --------------------------- | --------------------------- |  |
| m/s                                                                                                | mi/h                             | Forte                             | Moderata                          | Leggera                           | > 50%                       | < 50%                       |  |
| < 2                                                                                                | < 5                              | A                                 | A – B                             | B                                 | E                           | F                           |  |
| 2 – 3                                                                                              | 5 – 7                            | A – B                             | B                                 | C                                 | E                           | F                           |  |
| 3 – 5                                                                                              | 7 – 11                           | B                                 | B – C                             | C                                 | D                           | E                           |  |
| 5 – 6                                                                                              | 11 – 13                          | C                                 | C – D                             | D                                 | D                           | D                           |  |
| > 6                                                                                                | > 13                             | C                                 | D                                 | D                                 | D                           | D                           |  |
| Nota: la classe D si applica a cieli molto coperti, a qualsiasi velocità del vento, giorno o notte |                                  |                                   |                                   |                                   |                             |                             |  |